# Pandanus guineabissauensis
Pandanus guineabissauensis és un gènere de plantes amb flors, descrita per Huynh. Pandanus guineabissauensis és del gènere Pandanus, i de la família Pandanaceae. Cap d'aquestes subespècies s'ha catalogat.